# Burg Gnandstein
Die Burg Gnandstein steht oberhalb des Flusses Wyhra in Gnandstein, einem Ortsteil der Stadt Frohburg, im Landkreis Leipzig in Sachsen. Die Burg gilt als Sachsens besterhaltene romanische Wehranlage. Sie entstand im frühen 13. Jahrhundert als Sitz einer mächtigen Familie von Dienstleuten der Wettiner. Später gehörte die Burg über 500 Jahre lang den Herren von Einsiedel, die sie weiter ausbauten. Zu den Besonderheiten der Anlage zählt die Ende des 15. Jahrhunderts entstandene spätgotische Kapelle im Nordflügel. Die Burg liegt in der Tourismus-Region Kohrener Land und beinhaltet eine Dauerausstellung, die historische Einrichtungs- und Kunstgegenstände umfasst und in Teilen als Schaudepot gestaltet ist.

## Lage
Die Höhenburg steht auf einem Porphyritfelsen über dem Tal des Flüsschens Wyhra im Mittelsächsischen Hügelland.

## Geschichte

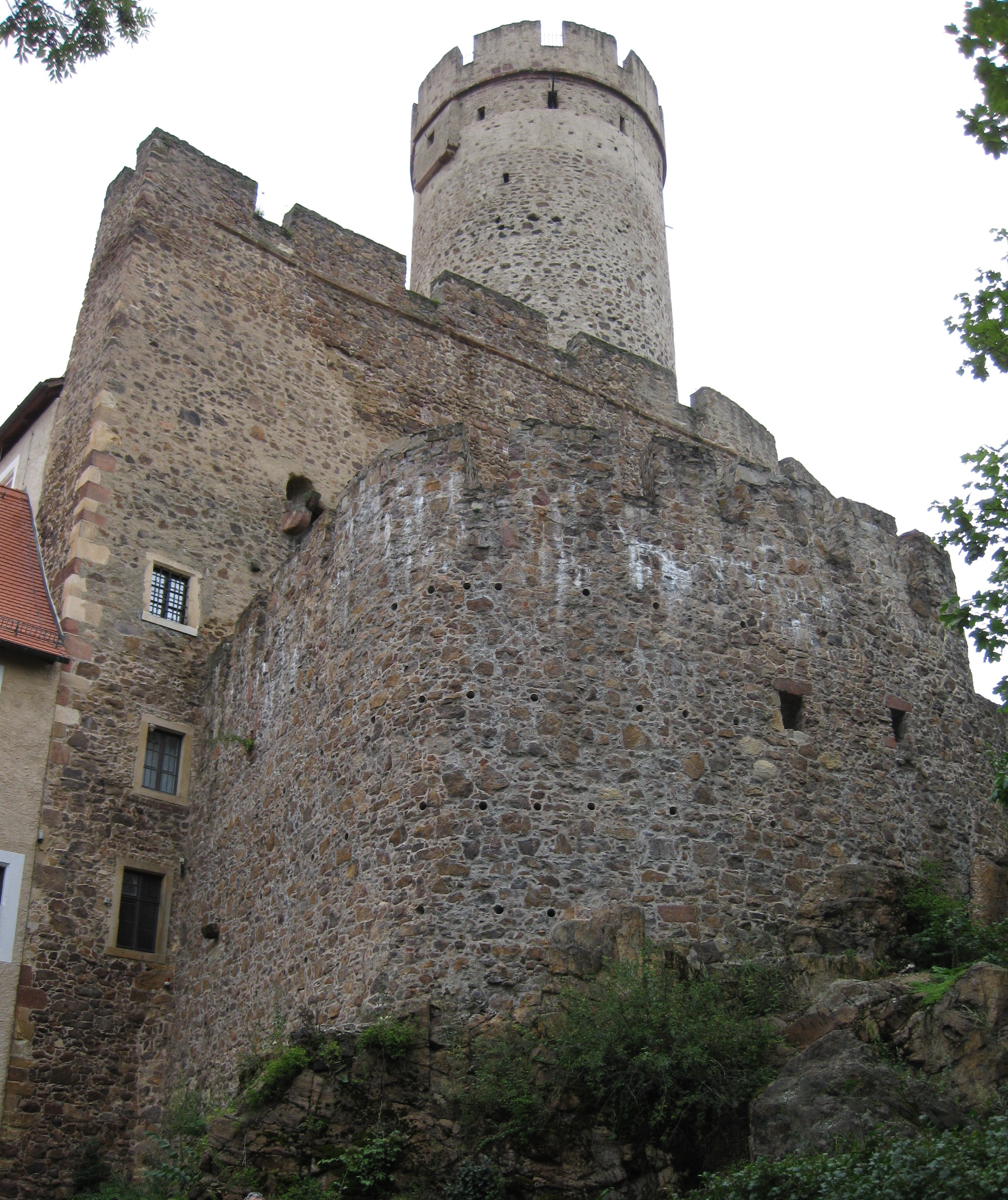
Zwingermauer, Ringmauer und Bergfried, 2011

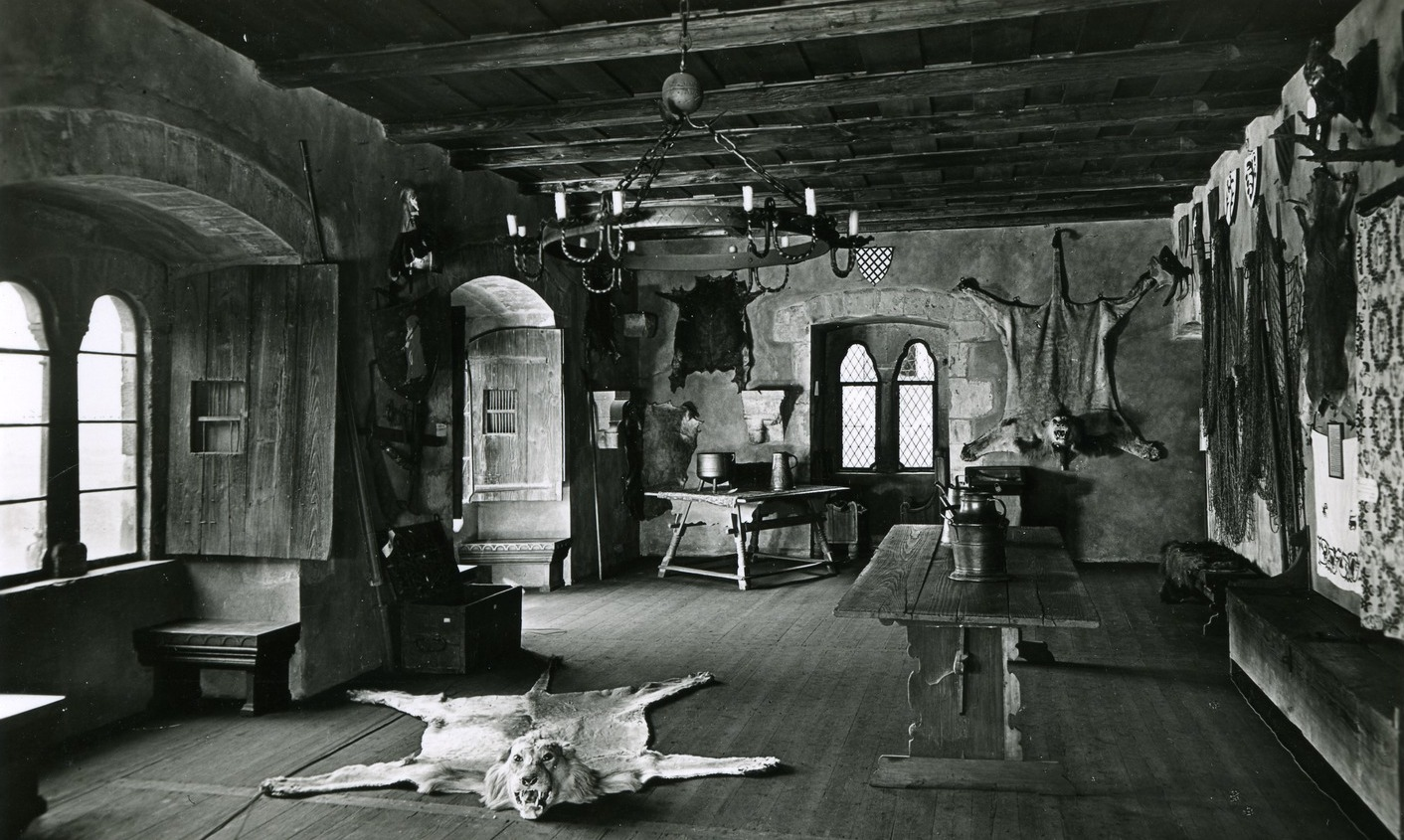
Romanischer Saal mit innen angebrachten Fensterläden, 1937

Die Burg wurde als romanische Anlage zu Beginn des 13. Jahrhunderts erbaut, wohl erst mit rechteckigem Grundriss und Wohnturm. Aus dieser Zeit stammt auch ein in der Burg befindlicher 25 m tiefer Burgbrunnen. Später wurde zum Schutz des Brunnens ein Brunnenhaus errichtet, welches aber durch den Ausbau des Südflügels in der Gotik überbaut wurde.
Um 1225/1230 entstand ein dreigeschossiger Palas, der im späten 14. Jahrhundert um ein Geschoss erhöht wurde. Im zweiten Obergeschoss befindet sich ein Saal mit Drillingsfenstern mit romanischen Kapitellen. Nur wenig später wurde der Ringmauer im Osten als wesentlicher Ausbau der Verteidigungsanlagen eine Zwingermauer vorgelagert. Die Außenmauern wurden mehrfach erweitert. In der Mitte des 13. Jahrhunderts wurde im oberen Burginnenhof ein runder Bergfried errichtet.
Die Burganlage war seit 1228 Sitz der Familie von Schladebach, später Marschall von Bieberstein genannt. Nachdem diese Familie im 14. Jahrhundert ihre Erbämter verlor, wurde die Burg Gnandstein mit 40 Dörfern und Dorfanteilen im ausgehenden 14. Jahrhundert vom Adelsgeschlecht derer von Einsiedel übernommen, das seit dem 15. Jahrhundert in Sachsen nachweisbar ist und auch im Erzgebirge begütert war. Die Einsiedel ließen die Unterburg wohnlich ausbauen. Im 15. Jahrhundert entstanden das Torhaus und der dreigeschossige gotische Wohnflügel im Süden, der bis heute das Bild der Burg bestimmt. Die Schießscharten in den Untergeschossen des Südflügels belegen, dass auch dieser Teil der Burg verteidigt werden konnte. Unter der Dachtraufe befand sich ein spätgotischer Putzfries, der an einer Stelle rekonstruiert wurde. In den gegenüberliegenden Nordflügel, der zwischen zwei ältere Burgmauern eingefügt wurde, ließ Heinrich von Einsiedel um 1500 die Burgkapelle einbauen. Der verwinkelte Raum mit Zellengewölbe enthält drei geschnitzte Flügelaltäre aus der Werkstatt des Peter Breuer sowie ein Chorgestühl aus Eichenholz. Trotz des frühen Bekenntnisses der Einsiedel zur Reformation – Heinrich Hildebrand von Einsiedel (1497–1557) korrespondierte mit Martin Luther und anderen Reformatoren – erfuhr die nunmehr für evangelische Gottesdienste genutzte Burgkapelle keine baulichen Eingriffe mehr, weshalb sie in ihrem spätgotischen Ursprungszustand hervorragend erhalten ist.
Bemerkenswert sind die ehemals drei spätgotischen Wehrkeller (frühe Form der Kasematten) mit Senkscharten, die für den Einsatz von Feuerwaffen angelegt wurden. Ein Wehrkeller mit Brunnenanlage wurde restauriert und ist Teil des Museumsrundganges.

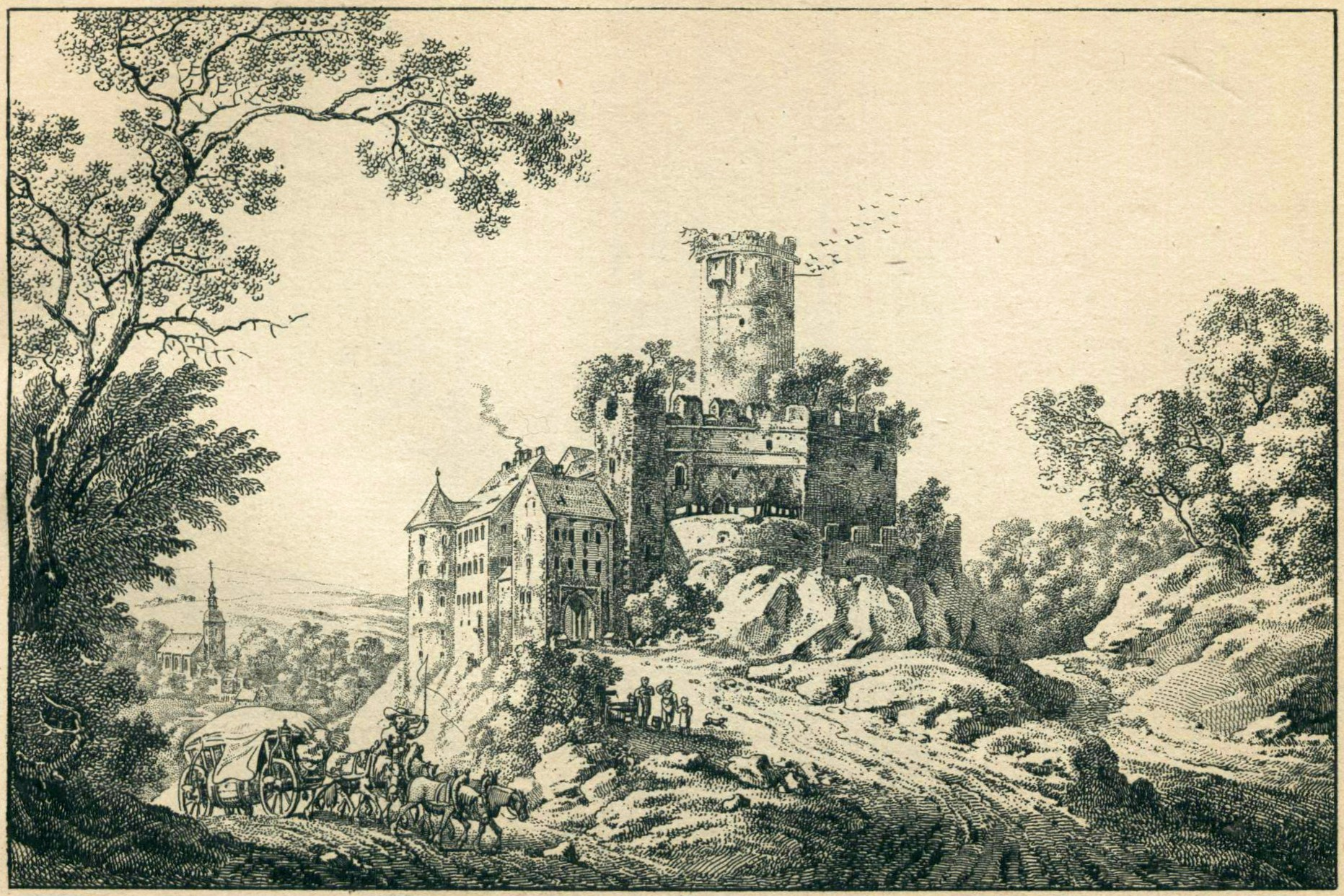
Ansicht um 1820

Während des Dreißigjährigen Krieges wurde die Burg von schwedischen Truppen heimgesucht und teilweise zerstört. Kurz vor Kriegsende brannte der Südflügel nach einem Blitzschlag aus. Die Schäden wurden beseitigt und die Innenausstattung zu Beginn des 18. Jahrhunderts komplett umgestaltet. Der Burginnenhof erhielt einen steinernen Arkadengang. Im 19. Jahrhundert folgten weitere Umbauten. Woldemar Kandler war einer der an den architektonischen Umgestaltungen beteiligten Baumeister.
Die letzten Privatbesitzer der Burg waren Hanns von Einsiedel (1878–1958) und seine Tochter Sibylla Freifrau von Friesen (1905–1984), bevor sie 1945 enteignet wurden. Zuvor ließ Herr von Einsiedel Anfang des 20. Jahrhunderts die Burg nochmals renovieren und umgestalten. Er gründete das Museum auf der Burg und öffnete die Kapelle zur Besichtigung.
Nach dem Zweiten Weltkrieg bis zum Jahr 1990 wurden wenige sichernde Arbeiten durchgeführt. In den 1950er Jahren wurden Räume der Burg von den Chemnitzer Wanderer-Werken für Kinderferienlager genutzt. Anfang der 1990er Jahre begannen archäologische Grabungen im Turm- und Zwingerhof. Seit 1992 untersteht die Burg der Verwaltung Staatliche Schlösser, Burgen und Gärten Sachsens. In den Jahren 1994–2004 wurde die Burg restauriert und konstruktiv gesichert. Die Ausstellung wurde 2004 durch die Sammlung Groß bereichert, die als Schenkung nach Gnandstein kam. Sie umfasst 338 Gegenstände vom Meißner Porzellan über Möbel und sakrale Plastik bis zu niederländischen Gemälden des 17. Jahrhunderts.